# 산타 마리아 델라 비토리아 성당

산타 마리아 델라 비토리아 성당의 정면 외관

산타 마리아 델라 비토리아 성당(이탈리아어: Chiesa di Santa Maria della Vittoria)은 이탈리아 로마에 있는 성당이다.